# Gäddtjärnen (Boda socken, Dalarna, 677057-148261)
Gäddtjärnen är en sjö i Rättviks kommun i Dalarna och ingår i Dalälvens huvudavrinningsområde. Sjön har en area på 0,135 kvadratkilometer och ligger 272,9 meter över havet. Vid provfiske har abborre, gädda och mört fångats i sjön.

## Delavrinningsområde
Gäddtjärnen ingår i det delavrinningsområde (676875-148281) som SMHI kallar för Mynnar i Tjällassen. Medelhöjden är 319 meter över havet och ytan är 31,77 kvadratkilometer. Det finns inga avrinningsområden uppströms utan avrinningsområdet är högsta punkten. Grunan som avvattnar avrinningsområdet har biflödesordning 4, vilket innebär att vattnet flödar genom totalt 4 vattendrag innan det når havet efter 288 kilometer. Avrinningsområdet består mestadels av skog (90 procent). Avrinningsområdet har 0,34 kvadratkilometer vattenytor vilket ger det en sjöprocent på 1,1 procent.